# 班·夏皮羅
本杰明·阿伦·“本”·夏皮罗（Benjamin Aaron "Ben" Shapiro，1984年1月15日—）是美國的一名保守派政治評論家、專欄作家、作家、廣播脫口秀主持人、律師。他出生在洛杉磯，畢業於加州大學洛杉磯分校和哈佛法學院。在17岁的时候，他成为了美国最年轻的国家银团专栏作家。他是媒體監督集團TruthRevolt的共同發起人之一。

## 外部連結
- Shapiro's website （页面存档备份，存于）
- California Bar profile （页面存档备份，存于）
- C-SPAN內的頁面（英文）
  - In Depth interview with Shapiro, September 1, 2013 （页面存档备份，存于）
- I am Ben Shapiro, AMA （页面存档备份，存于）